# Téji Savanier
Téji Savanier, född 22 december 1991, är en fransk fotbollsspelare som spelar för Montpellier.

## Karriär
Savanier började sin karriär i Montpellier. 2011 värvades han av Arles-Avignon. 2015 gick Savanier till Nîmes.
I juli 2019 återvände Savanier till Montpellier.